# محمود الجعيدي
محمود إسماعيل الجعيدي ويشتهر محمود الجعيدي (مواليد 1977 في محافظة الدقهلية) هو كاتب مصري. تخصص في مجال قصص الرعب والتشويق.

## دراسته
حصل على بكالوريوس المحاسبة من كلية التجارة بجامعة المنصورة عام 1999.

## مسيرته المهنية
شارك في البرنامج الإذاعي «ع القهوة» بمجموعاته القصصية على إذاعة نجوم إف إم، كما شارك في برنامج «كلام معلمين» الإذاعي.

## مؤلفاته
- «لمسة الشر» (رواية)، 2014[7]
- «هيراطيقية» (رواية)، 2016[8]
- «الخبيث» (رواية)، 2017[9][10]
- «المرعبين في عمارة رشدي»[م 1] (رواية)، 2017[11]
- «صائد الرؤوس»، 2017[12]
- «الفزع في كلمات»[م 2] (قصص قصيرة)، 2017[13]
- «غبار الأموات»، 2018[14][15]
- «المحاكمة» (رواية)، 2018[16]
- "22" (مجموعة قصصية)، 2018[17]
- «إضاءة»، 2019[18]
- «تل العبيد»، 2019[19][20]
- «قبر الغريب» (رواية)، 2020[21][22]
- «قضية يوم السبت»، 2021[23]

## الجوائز
- جائزة مسابقة دار إبداع بالاشتراك مع مكتبة حروف للقصة القصيرة[1]
- جائزة مسابقة التكية الأدبية، عن رواية «لمسة الشر»، 2015[1]